# En otras palabras
En Otras Palabras
El álbum fue grabado en Montevideo, Uruguay en el estudio de Molécula, nunca se realizó oficialmente.

## Lista de canciones
1. Intro
2. A Toda Presión
3. Individuos
4. En Tu Interior
5. Quizá Nada
6. Puedo Hacer Que
7. Entre Una Y Una
8. Nuevas Experiencias
9. Solo Por Esta Vez
10. Mis Preferencias
11. Es Necesario
12. Informales
13. Te Veo
14. Reaccionar
15. Necesitar Hacerlo

## Sencillos
1. A Toda Presión, febrero de 2008.

- Datos: Q5832117